# DeLaval
DeLaval (произн. ДеЛава́ль) — шведская компания, которую в 1883 году основали Густаф де Лаваль и Оскар Ламм, ранее известная как Alfa Laval Agri.
Компания является ведущим производителем оборудования для автоматизации процессов доения, кормораздачи и других технологических процессов молочных ферм. Является частью группы Tetra Laval Group, в которую также входят Tetra Pak и Sidel.

## История
Густаф де Лаваль внес важный вклад в развитие молочной промышленности. Он создал первый центробежный молочный сепаратор и начал производство доильных аппаратов, первый из которых он запатентовал в 1894 году. Вместе с Оскаром Ламмом, Густаф де Лаваль в 1883 году основал компанию AB Separator.
Уже после его смерти основанная им компания в 1918 году вывела на рынок первый доильный аппарат для коммерческого использования.
В 1963 году AB Separator была переименована в Альфа Лаваль.
В 1991 году Alfa Laval Agri была выделена как отдельная компания по производству доильного и сельскохозяйственного оборудования после приобретения группой Tetra Pak компании Альфа Лаваль.

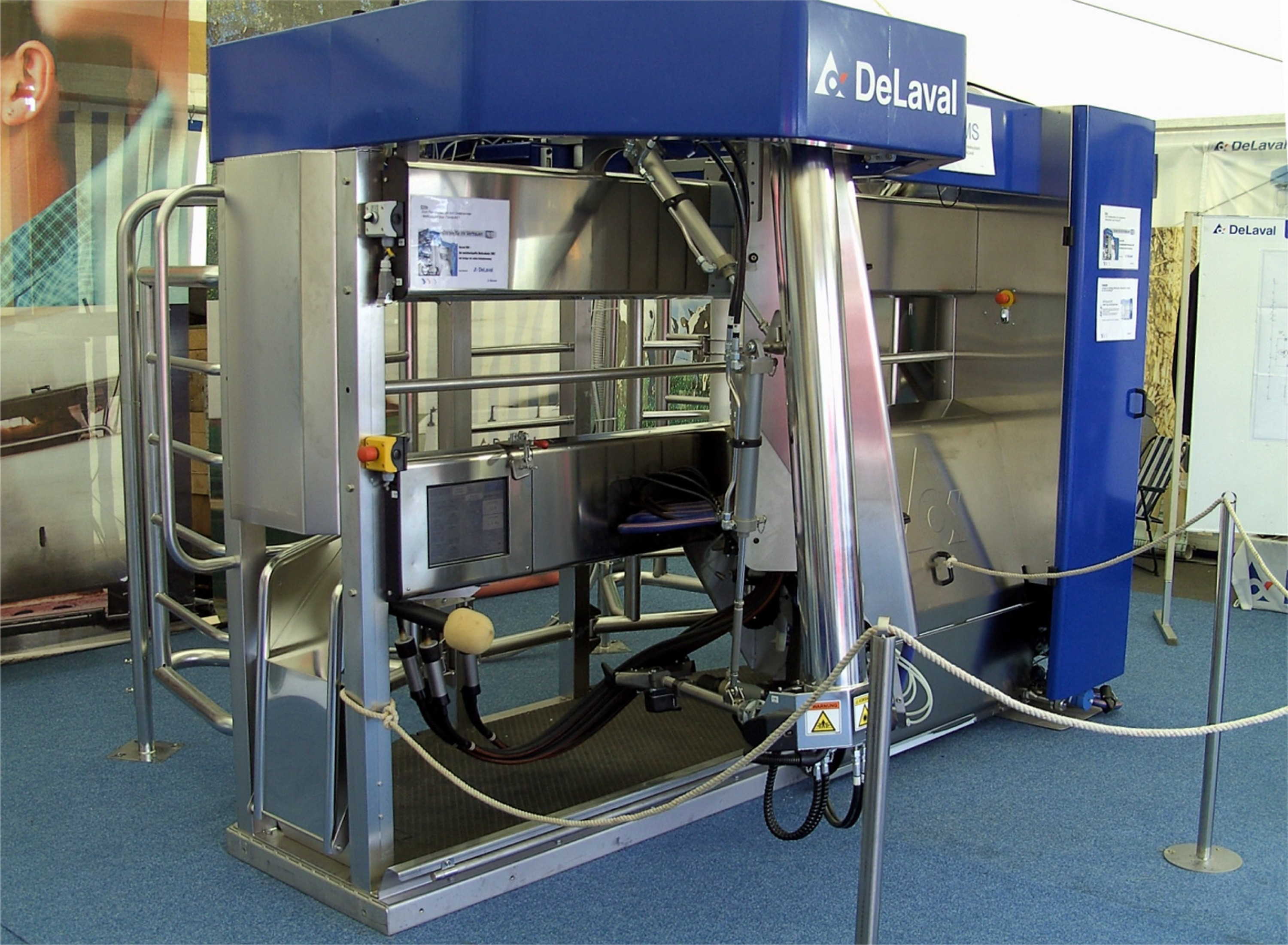
Система добровольного доения (VMS) компании ДеЛаваль

В 1998 году компания выпустила первую систему добровольного доения — VMS (voluntary milking sysytem), которая изменила традиционный подход к доению, значительно уменьшив затраты ручного труда.
В 2000 году Alfa Laval Agri в честь основателя компании была переименована в DeLaval и после продажи группой Тетра Пак активов Альфа Лаваль осталась в составе группы Tetra Laval Group наряду с Tetra Pak и Sidel.

### DeLaval в России
Интересы компании в России представляет компания АО «ДеЛаваль».
Центральный офис ДеЛаваль в России находится в Москве, региональные офисы расположены в Краснодаре, Барнауле и Казани. Количество сотрудников ДеЛаваль в России превышает 140 человек.